# Amelia (luchtvaartmaatschappij)
Amelia is een Franse luchtvaartmaatschappij. Het is sedert 2019 de handelsnaam van de Regourd Aviation-groep, een in 1976 opgericht bedrijf dat gespecialiseerd is in de verhuur van vliegtuigen met bemanning, chartervluchten, sportvervoer, bedrijfsvervoer, bemanningsvervoer en onderhoud van toestellen. Het bedrijf voert sinds enkele jaren ook lijnvluchten uit. De handelsnaam is een eerbetoon aan luchtvaartpionier Amelia Earhart.
De oorspronkelijke activiteit van Regourd Aviation was vooral het verkopen en verhuren van zakenjets en helikopters, met name in Frankrijk en Franstalig Afrika. Later kwamen daar ook activiteiten in Slovenië bij. Naast verhuur en verkoop begon het bedrijf ook bedrijfsonderdelen die zich met vliegtuigonderhoud en training bezighouden.
Amelia verhuurt haar vliegtuigen met bemanning aan bedrijven zoals Air France, Air France Hop of Eastern Airways.  Daarnaast voert Amelia chartervluchten uit, voor diverse (semi-)overheidsinstellingen. Het biedt bemanningsvervoer voor Air France of Brussels Airlines en voert lijnvluchten uit tussen Port-Gentil (in Gabon), Pointe-Noire en Brazzaville (Congo). Het bedrijf voert ook regeringsvluchten uit voor de overheden in Afrikaanse landen zoals de Republiek Congo.

## Vloot

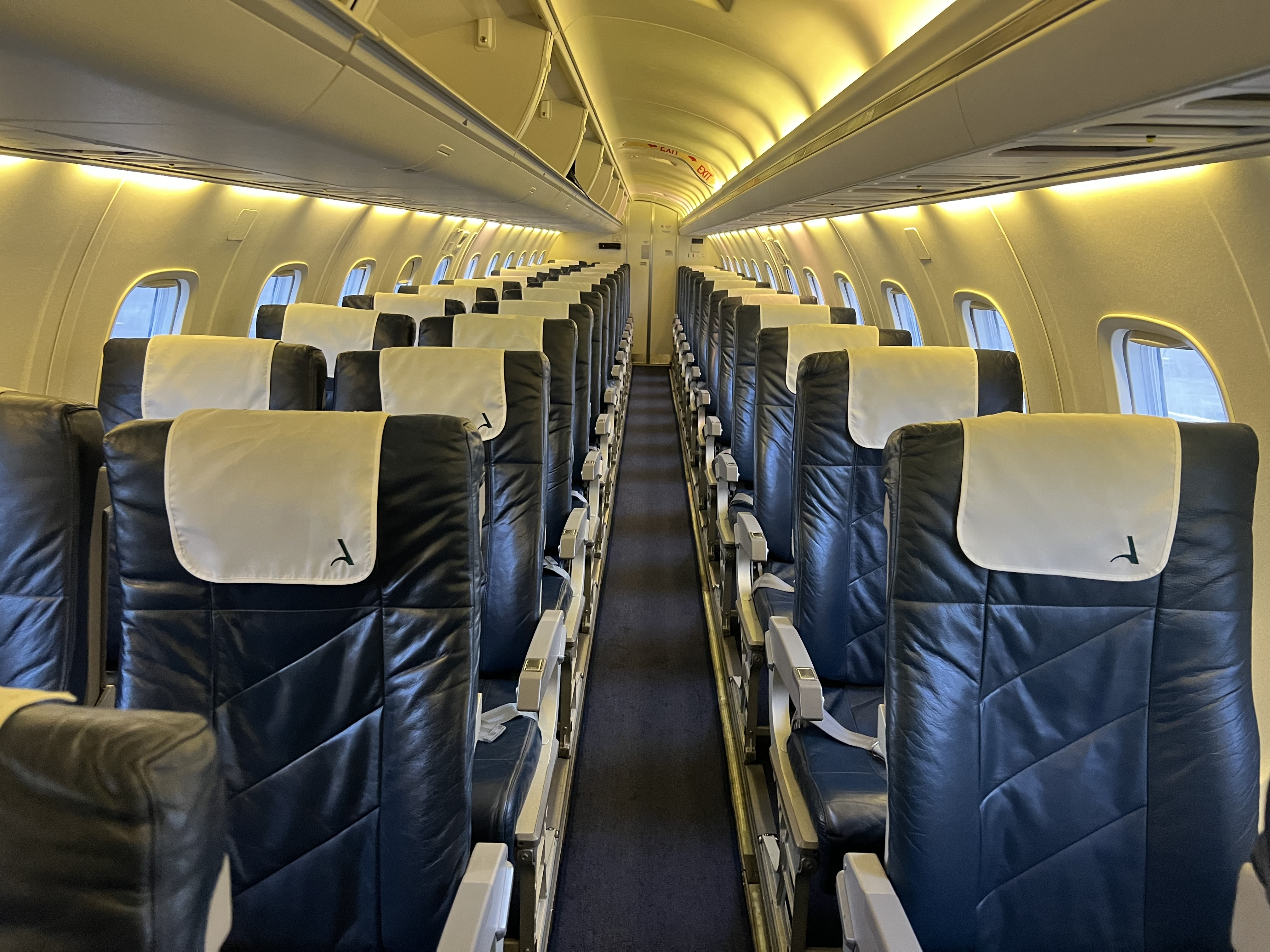
Interieur van een Embraer 145 van Amelia (overgenomen van de Belgische luchtmacht)

Amelia's vloot bestond in 2020 uit de volgende vliegtuigen:
- 1 Airbus A319
- 2 Embraer 135
- 8 Embraer 145
- 2 ATR 72-600
- 1 ATR 42-500
- 1 Beechcraft 1900C
- 1 Dornier 228-200
- 1 Falcon 10

In 2023 werd een Airbus A320 aan de vloot toegevoegd. 

## Filialen

### Republiek Congo
- Equaflight
- EquaJet

### Democratische republiek Congo
- Equa2R

### Kameroen
- Equa2C

### Slovenië
- Amelia International (Aero4M) in Slovenië[9]

### Frankrijk
- Amelia Tech (voorheen Airmain)
- Amelia Training